# Gottfried Kögel
Gottfried Kögel (* 21. November 1858 in Den Haag; † 24. November 1918 in Eberswalde) war ein deutscher Verwaltungsjurist und Schriftsteller.
Kögel wurde als Sohn des evangelischen Pfarrers Rudolf Kögel geboren. Er wuchs in Berlin auf, wo sein Vater ab 1863 als Hof- und Domprediger arbeitete. Nach dem Abitur studierte er ein Semester lang Evangelische Theologie in Bonn und anschließend Rechtswissenschaft in Göttingen und Berlin. Er wurde Mitglied des Bonner, Berliner und Göttinger Wingolf. Nach dem Referendariat in Berlin schlug er die Verwaltungslaufbahn ein und hatte seine ersten Stellen bei den Regierungen in Trier und Königsberg. 1887 wurde er Regierungsassessor in Schleswig, 1890 Landrat des Kreises Schwerin an der Warthe in der Provinz Posen. 1897 kehrte er als Regierungsrat in der Ministerial-Militär- und Baukommission nach Berlin zurück. Er wurde 1910 zum Geheimen Regierungsrat ernannt. Zuletzt war er Geheimer Oberregierungsrat und Vortragender Rat bei der Oberrechnungskammer Potsdam.
Seit dem 20. Mai 1891 war Kögel mit der altmärkischen Gutsbesitzertochter Bernhardine Hedwig Charlotte von Kalben (* 7. September 1872; † 28. September 1955) verheiratet.
Kögel veröffentlichte eine dreibändige Biographie seines Vaters sowie zwei Dramen aus dem Bereich der vaterländischen Geschichte.

## Schriften (Auswahl)
- Rudolf Kögel. Sein Werden und Wirken. Drei Bände. Mittler, Berlin 1899–1904.
- Ulrich von Jungingen, Hochmeister des deutschen Ordens. Trauerspiel. Gutenberg, Berlin 1902.
- Armins Ende. Nationales Drama in 5 Aufzügen. Pierson, Dresden 1906.